# Eiler Holck
Eiler Holck, född den 4 juni 1627, död den 28 juni 1696, var en dansk militär.
Holck var 1658–59 överste för ett dragonregemente och 1660–71 länsman och kommendant på Kronborg. Därefter blev han militärguvernör på Fyn och 1672 baron (till Holckenhavn) samt 1678 geheimeråd. Han hörde först till Griffenfelds vänner och var sedan en av hans domare.